# Ərşəli
Ərşəli è un comune dell'Azerbaigian situato nel distretto di Kürdəmir.